# Pattigham
{{Info/Cidade da Áustria
| nome                       = Pattigham
| imagem                     = Pasching Kirche.jpg
| texto da imagem            = Pasching, gotische Pfarrkirche
| brasão                     = AUT Pasching COA.svg
| mapa                       = 
| lema                       = 
| estado                     = Alta Áustria
| distrito                   = [[distrito de Linz-Land]]
| lat_deg                    = 48
| lat_min                    = 15
| lat_sec                    = 32
| lon_deg                    = 14
| lon_min                    = 12
| lon_sec                    = 10
| área                       = 12.48
| altitude                   = 295
| população                  = 7055
| censo                      = 2007-11-01
| densidade                  = 
| placa                      = LL
| codigopostal               = 4061
| codigotelefone             = 07221, 07229
| endereço                   = Leondinger Straße 10
| website                    = pasching.at/
| e-mail                     = 
| prefeito                   = Peter Mair
| partido                    = SPÖ
| nuts                       = AT312
| mapa distrito              = Pasching im Bezirk LL.png
| mapa estado                = 
}}
Pattigham é um município da Áustria localizado no [[distrito de Linz-Land]], no estado de Alta Áustria.